# 苑陵县
苑陵县是古县名，始置于秦始皇十七年（公元前230年），隶属于颍川郡，治所在苑陵城，城址位于今新郑市龙王乡古城师村。西汉时期属河南郡，新朝皇帝王莽将其改名为左亭县。唐代贞观年间，县废。